# Одоланов
Одоланов (пољ. Odolanów) град је у Пољској у Војводству великопољском. По подацима из 2012. године број становника у месту је био 5089.

## Становништво
| 2012. |
| ----- |
| 5.089 |